# Sojuz TM-33
Sojuz TM-33 je označení letu ruské kosmické lodi k Mezinárodní vesmírné stanici.

## Posádka
Startovali
- Viktor Afanasjev - (4), velitel, Roskosmos
- Claudie Haigneré - (2), palubní inženýr, ESA
- Konstantin Kozejev - (1), palubní inženýr, Roskosmos

Přistáli
- Jurij Gidzenko - (3), velitel, Roskosmos
- Roberto Vittori - (1), palubní inženýr, ESA
- Mark Shuttleworth - (1), účastník kosmického letu

## Popis mise
Jednalo se o 14. pilotovaný let k Mezinárodní vesmírné stanici. Na palubě přistál vesmírný turista Mark Shuttleworth.